# Huantar (distrito)
Huantar é um distrito peruano localizado na Província de Huari, departamento Ancash. Sua capital é a cidade de Huantar.

## Transporte
O distrito de Huantar é servido pela seguinte rodovia:
- AN-110, que liga a cidade ao distrito de Catac
- PE-14A, que liga o distrito de Huaraz à cidade de Rupa-Rupa (Região de Huánuco)
- PE-14B, que liga o distrito à cidade de Cajay [2][3][4]